# Kaznetmedia
Kaznetmedia — казахстанская студия веб-дизайна; основана в 2009 году.

## История
Компания Kaznetmedia была основана в 2009 году по инициативе Данияра Сугралинова.
- 2011 год — компания, по версии рейтингового агентства «Эксперт РА Казахстан», вошла в список крупнейших компаний Казахстана, работающих на рынке информационных и коммуникационных технологий[2].
- На 2021 год, компания стала одним из ключевых игроков казахстанского IT-рынка.
  - Имеет представительства в Астане, Алматы, Семее и Павлодаре.
- «Эксклюзивный партнер „Яндекса“ в Казахстане» (, )

Компания — специальный представитель сервиса мониторинга Brandspotter в Казахстане.
Студия веб-дизайна Kaznetmedia неоднократно становилась призером национальных интернет-премий; также, неоднократно получала награду как лучшая веб-студия Казахстана (лауреат Национальной Интернет-премии Award.KZ).
На 2022 год фактически прекратила существование.

## Крупные проекты
- Horde.me Блог-платформа
- Проза.kz литературный портал
- Официальный сайт компании «Казахтелеком»
- Официальный сайт компании «Самрук-Казына»
- Официальный сайт Премьер-Министра Республики Казахстан
- Коммуникационная площадка Group-global

## Награды
- «Award.kz Национальная интернет премия-2012» — «лучшая веб-студия»[3],
- «Award.kz 2012 „Национальная Интернет премия-І место в номинации“ Культура и искусство». «Proza.kz» для литературного сервиса[4],
- «Award.kz 2011 „Национальная Интернет премия-І место в номинации“ Культура и искусство». «Proza.kz» для литературного сервиса[5],
- «Award.kz 2011 „Национальная Интернет премия-I место в номинации «Лучшая веб-студия»“[6],
- "Award.kz 2011 «Национальная Интернет премия-І место в номинации «персональные страницы, знакомства и обмен мнениями». Horde.kz «для казахстанской блог-платформы[7],
- „Award.kz 2010 І место в номинации“ Национальная Интернет премия — Культура и искусство». «Proza.kz» для литературного сервиса[8],
- "Award.kz Национальная интернет премия «2010» — Новинка года. «Proza.kz»  для литературного сервиса[8].